# Периктиона
Периктиона /ˌpɛrɪkˈtaɪəˌniː/ (греч. ΠερικτιόνηPeriktiónē ; ок. V в. до н.э.) — мать греческого философа Платона.
Была потомком Солона, афинского законодателя. Вышла замуж за Аристона, с которым имела троих сыновей (Главкон, Адеймант, и Платон ) и дочь (Потон). После смерти Аристона она повторно вышла замуж за Пирилампа, афинского государственного деятеля и её дядю, в браке с которым родился её пятый ребёнок, Антифон. Антифон упоминается в «Пармениде» Платона.
Две ложные работы, приписываемые Перектионе, сохранились фрагментарно, «О гармонии женщин» и «О мудрости» . Работы не датируются в то же время и обычно обозначаются Перектиона I и Перектиона II. Обе работы являются псевдонимом пифагорейской литературы.
О Гармонии Женщин, касается обязанностей женщины перед её мужем, её браком, и её родителями. Текст написан на ионическом греческом и, вероятно, относится к концу IV-го или III-го века до н.э.. О Мудрости предлагает философское определение мудрости; написана на дорическом греческом и, вероятно, относится к III-му или II-му веку до н.э.